# Zahnzusatzversicherung
Eine Zahnzusatzversicherung ist eine spezielle Form der Krankenzusatzversicherung, die bei einer  privaten Krankenversicherung abgeschlossen werden kann. Sie deckt Risiken ab, die nicht bzw. nur zum Teil von den Trägern der gesetzlichen Krankenversicherung abgesichert sind und ermöglicht damit eine finanzielle Ergänzung derer Leistungen.

## Hintergrund und Ausgestaltung
Die Leistungen der Zahnzusatzversicherung können abhängig von der Ausgestaltung des jeweiligen Versicherungstarifes verschiedene Risikobereiche absichern. Der Begriff umfasst insbesondere den Ersatz von Kosten zahnärztlicher Behandlungen wie Prophylaxe, Kieferorthopädie, Zahnersatz, Wurzelkanalbehandlungen und auch kieferorthopädische Behandlungen. Abhängig vom jeweiligen Leistungsportfolio des Tarifes werden die einzelnen Leistungsbereiche verschieden hoch oder umfassend abgesichert. Meist greifen die Versicherungsgesellschaften auf eine prozentual an die Rechnungshöhe gekoppelte Leistungsstaffel zurück. Seltener wird in gleicher Höhe des „Festzuschusses“ geleistet, der als fester Betrag von einem Träger der Gesetzlichen Krankenversicherung gezahlt wird.
Zahnzusatzversicherungen mindern den Anteil der zahnärztlichen Rechnung, der von den Patienten selbst zu tragen ist. Da die gesetzliche Krankenversicherung ausschließlich für Leistungen der Regelversorgung aufkommt, müssen Patienten, die weitergehende Leistungen wünschen (privatärztliche Versorgung) wie gleich- oder andersartige Leistungen (beispielsweise festsitzenden Zahnersatz, wie eine Brücke statt einer herausnehmbaren Teilprothese) die Differenz zum Festzuschuss selbst zahlen. Ähnliches gilt für die Mehrkosten einer Keramikfüllung oder eines Goldinlays gegenüber der in der gesetzlichen Krankenversicherung als Sachleistung gezahlten Amalgamfüllung. Weiterhin können zusätzliche Zahnarztleistungen wie die Prophylaxebehandlung ebenfalls mit abgesichert werden.
Zahnzusatzversicherungen werden unterschiedlich kalkuliert (siehe nächster Absatz „Arten der Zahnzusatzversicherung“). Ein Teil enthält Altersrückstellungen in den Beiträgen, die damit (anfangs) teurer sind. Ein anderer Teil bildet keine Rückstellungen, sodass deren Beiträge regelmäßig steigen. Ein Vergleich untereinander ist schwer und nur durch die Betrachtung aller Beitragshöhen über die gesamte Laufzeit möglich.

## Tarifarten der Zahnzusatzversicherung
Es gibt zwei Arten von Zahnzusatzversicherungen: Tarife nach Art der Schadenversicherung und Tarife nach Art der Lebensversicherung; sie unterscheiden sich vor allem darin, wie die Versicherungen die Monatsbeiträge kalkulieren:

### Nach Art der Schadenversicherung
Tarife nach Art der Schadenversicherung sind die häufigste Form der Zahnzusatzversicherung. Bei diesem Tariftyp kann der Beitrag nicht nur aufgrund von Kostensteigerungen im Gesundheitswesen erhöht werden, sondern zusätzlich auch planmäßig mit steigendem Alter der Versicherten. Angesichts der höheren Anzahl an Angeboten haben Kunden hier eine größere Auswahl. Tarife nach Art der Schadenversicherung sind für junge Kunden oft deutlich günstiger, aber werden im Alter teurer als Tarife nach Art der Lebensversicherung.

### Nach Art der Lebensversicherung
Tarife nach Art der Lebensversicherung sind die zweite Variante der Zahnpolicen: Bei ihnen hängt der Beitrag vom Alter der Versicherten bei Vertragsabschluss ab. Tarife nach Art der Lebensversicherung verwenden von vornherein einen Teil des Monatsbeitrages für den Aufbau einer Alterungsrückstellung, sie steht dann im höheren Lebensalter zur Verfügung. Hier gibt es deshalb nach Vertragsschluss keine altersabhängigen Beitragssteigerungen. Spätere Beitragserhöhungen sind jedoch mit Zustimmung eines Treuhänders (Treuhänderverfahren) erlaubt. Die Versicherer dürfen laufende Verträge nicht kündigen.
Wechselt ein Versicherungskunde innerhalb einer Versicherungsgesellschaft in einen anderen Zahnzusatztarif, der ebenfalls nach Art der Lebensversicherung kalkuliert ist, werden ihm seine Rückstellungen dort gutgeschrieben.
Jedoch ist bei beiden Arten von Zahnzusatzversicherungen zu beachten, dass die bei Vertragsschluss vereinbarten Monatsbeiträge nicht für die gesamte Vertragsdauer garantiert sind: Für den Versicherer besteht aufgrund von Kostensteigerungen im Gesundheitswesen oder auch Verschlechterungen auf dem Kapitalmarkt immer die Option einer Beitragsanpassung. Ob eine der beiden Tarifarten langfristig stabilere Beiträge hat, ist derzeit noch nicht absehbar.

## Tarifvergleich
Auf dem deutschen Versicherungsmarkt gibt es über 300 unterschiedliche Zahnzusatzversicherungstarife. Die Ausgestaltung der Tarifdetails ist von Versicherer zu Versicherer so unterschiedlich, dass Vergleiche der Tarifgestaltungen für den Laien, aber auch für den Versicherungsmakler höchst schwierig sind. Des Weiteren ist die Wahl des „richtigen Tarifes“ subjektiv und nicht zu verallgemeinern. Vergleichsrechner und Makler bieten eine entsprechende Auswahl an Tarifen an, die Tarife empfehlen, die auf die jeweiligen Bedürfnisse zugeschnitten sein sollen. Über die standardmäßigen Leistungen – wie Zahnersatz – hinausgehende Leistungen sollten ebenfalls in die Vertragsentscheidung mit einbezogen werden. Überwiegend werden die Prämien, jedoch nicht der tatsächliche Leistungsumfang im Schadensfall miteinander verglichen. Viele Versicherer werben mit hundertprozentiger Kostenübernahme – in der Tarifbeschreibung wird dann einschränkend erläutert, dass es sich dabei lediglich um die Kostenübernahme des Eigenanteils bis zum Erreichen der Höhe des doppelten Festzuschusses für Zahnersatz handelt. Mehrkosten, die aus andersartigen und gleichartigen Versorgungen resultieren, fallen oft nicht darunter, so dass trotz Zusatzversicherung erhebliche Eigenanteile verbleiben, sobald man sich nicht für eine Grundversorgung entschieden hat. Leistungen, die nicht im Katalog der Krankenkasse enthalten sind, sog. außervertragliche Leistungen werden nicht erstattet, wenn der Tarif die Klausel enthält „nach Vorleistung der Krankenkasse“.
Es gibt aber auch Versicherer, die ihre Leistung unabhängig vom Festkostenzuschuss berechnen und diese ohne Berücksichtigung der Vorleistung der gesetzlichen Krankenkasse auszahlen. Hierbei handelt es sich um Premiumtarife, die naturgemäß etwas teurer sind aber dem Kunden eine umfängliche, privatärztliche Versicherung bis zu den Höchstsätzen der Gebührenordnung Zahnärzte (GÖZ) offerieren. Die Leistung der gesetzlichen Krankenkasse wird additiv zur Leistung der privaten Zahnzusatzversicherung ausbezahlt, so dass Kostenerstattungen in Höhe von 100 % des Gesamtrechnungsbetrags erreicht werden. Dies gilt auch für hochwertigen Zahnersatz wie Implantate. Entfällt die Vorleistung der gesetzlichen Krankenkasse, weil die Leistung zwar in der Gebührenordnung Zahnärzte nicht aber im Leistungskatalog der gesetzlichen Krankenkasse definiert ist, wird dennoch im Rahmen der vertraglich vereinbarten Kostenerstattung durch die Zahnzusatzversicherung geleistet. Übersteigt die Summe der Kostenerstattung durch die gesetzliche Krankenkasse und die Zahnzusatzversicherung 100 % der Gesamtkosten, reduziert die Zahnzusatzversicherung die Leistungserbringung entsprechend. Auszahlungen über 100 % sind nicht zulässig.
Bei der Auswahl der richtigen Versicherung sind neben der Beitragshöhe auch noch eine Vielfalt an weiteren Kriterien zu prüfen. Hier spielen die jeweiligen Versicherungsbedingungen der einzelnen Versicherungsunternehmen eine erhebliche Rolle. Meist finden sich dort weiterführende Klauseln, die die Qualität einer Zahnzusatzversicherung erheblich beeinflussen. Dazu gehören beispielsweise Wartezeiten, Staffeltarife, Höchstgrenzen bei der Erstattung oder spezielle Erstattungsvoraussetzungen.

## Policen im Test
Die Zeitschrift Finanztest der Stiftung Warentest ist in ihrer Untersuchung der Zahnzusatzversicherungen im August 2014 zum Schluss gekommen, dass sich das Leistungsniveau der Policen in den letzten Jahren generell stark verbessert hat. Inhabern einer Zahnzusatzversicherung, die vor dem Jahr 2010 abgeschlossen wurde, empfiehlt die Stiftung deshalb, den Leistungsumfang zu prüfen und gegebenenfalls den Tarif zu wechseln.
Im November 2016 hat die Zeitschrift Finanztest erneut einen Ranking von Zahnzusatzversicherungen veröffentlicht.
Getestet wurden insgesamt 209 Zusatzversicherungen für gesetzlich Krankenversicherte. Von insgesamt 209 Tarifen erhielten 66 ein „sehr gut“ und 59 ein „gut“. Mit den Noten „befriedigend“ wurden 58 bewertet und mit „ausreichend“ 26. Den besten Tarif lieferte die Deutsche Familienversicherung gefolgt von der DKV.
Anders als 2014 hat Finanztest bei dieser Analyse sowohl Zusatzversicherungen mit als auch ohne Alterungsrückstellungen in einem Test gemeinsam berücksichtigt.
Im Mai 2018 hat Finanztest erneut die Zahnzusatzversicherungen miteinander verglichen. Jetzt teilen sich drei Tarife den Spitzenplatz mit der Testnote 0,5 "sehr gut". Zu beachten ist jedoch, dass es wieder nur um eine Bewertung der Leistung der Tarife ging und das Preis-Leistungs-Verhältnis unbeachtet blieb.

## Unisex-Tarife
Seit 2013 gelten auch für die Zahnzusatzversicherung „Unisex-Tarife“, d. h., dass keine geschlechtsspezifischen Unterschiede in der Tarifierung vorgenommen werden, Frauen und Männer also identische Beiträge bezahlen.

## Entwicklung
Die Zahl der privaten Zahnzusatzversicherungen hat sich zwischen 2005 und 2015 praktisch verdoppelt: von 7,79 auf rund 15 Millionen Verträge. Im Jahr 2018 stieg die Zahl der privaten Zahnzusatzversicherungen auf über 16 Millionen Verträge.